# Northport (Nueva York)
Northport es una villa ubicada en el condado de Suffolk en el estado estadounidense de Nueva York. En el año 2000 tenía una población de 7.606 habitantes y una densidad poblacional de 1.271,3 personas por km².

## Geografía
Northport se encuentra ubicada en las coordenadas 40°54′10″N 73°20′39″O / 40.90278, -73.34417. Según la Oficina del Censo, la ciudad tiene un área total de 6,6 km² (2,5 mi²), de la cual 6 km² (2,3 mi²) es tierra y 0,6 km² (0,2 mi²) (9.02%) es agua.

## Demografía
Según la Oficina del Censo en 2000 los ingresos medios por hogar en la localidad eran de $86,456, y los ingresos medios por familia eran $104,488. Los hombres tenían unos ingresos medios de $78,715 frente a los $50,119 para las mujeres. La renta per cápita para la localidad era de $43,694. Alrededor del 2.8% de la población estaban por debajo del umbral de pobreza.